# Waldbüttelbrunn
Waldbüttelbrunn é um município da Alemanha, situado no distrito de Würzburgo, no estado da Baviera. Tem 19,10 km² de área, e sua população em 2019 foi estimada em 4.905 habitantes.